# Pink + Green
Pour les articles homonymes, voir Hospitality.
Albums de Venetian Snares
Hospitality
(2006) My Downfall
(2007)
Pink + Green est un extended play axé breakcore, commercialisé le 26 mars 2007 au Royaume-Uni, et le 3 avril 2007 aux États-Unis, composé par le producteur canadien Venetian Snares. La couverture est intitulée My Little Pony "Eferia" et illustrée par Anna Sjöberg. L'EP est généralement bien accueilli par la presse spécialisée,.

## Liste des titres
1. Pink + Green – 3:14[4]
2. Nutimik – 4:24[4]
3. Husikám Rave Dojo – 3:45[4]
4. Pink + Green VIP feat. Balazs Pandi – 5:02[4]
5. Sporto Fucking Sellout Cocksuckerface – 5:45[4]